# Feststellungsprüfung
Die Feststellungsprüfung ist eine besondere Prüfungsform an Schulen, die der Feststellung eines Lern- oder Kompetenzstands bei Schülerinnen oder Schülern dient und bei besonderen Gegebenheiten häufig reguläre, schulische Leistungsfeststellungsverfahren ersetzt.